# Аранго, Дебора
Де́бора Ара́нго Пе́рес (исп. Débora Arango Pérez; 11 ноября 1907, Медельин — 4 декабря 2005, Медельин) — колумбийская художница, завоевавшая международную репутацию своими изобретательными и провокационными работами, многие из которых изображали болезни колумбийского общества.

## Биография
Д. Аранго изучала искусство с 13-летнего возраста, позже обучалась пластическому искусству и живописи в Институте искусств Белласа в Медельине, Национальной школе живописи, скульптуры и печати в Мехико. С 1959 года преподавала в Институте искусств Белласа.
Работала с известным мураллистом Педро Нель Гомесом. В своих работах часто обращалась к социальным вопросам.

## Творчество
Хотя Аранго была, в первую очередь, художницей-авангардисткой, она также работала как иллюстратор со средствами массовой информации, занималась керамикой и графическим искусством.
На протяжении всей своей карьеры Д. Аранго использовала свои произведения для изучения многих политических и противоречивых вопросов, исследования глубин городской жизни и мрачных сторон жизни в Колумбии. Сюжеты её полотен разнообразны, начиная от обнаженных женщин и заканчивая ролью Римско-католической церкви в диктатуре.
Темами её картин были проститутки, бедняки и жертвы политического насилия, а также коррумпированные правительственные чиновники. Хотя её картины часто вызывали споры и критику в Колумбии, они постепенно приобретали признание.
Музей современного искусства в Медельине ныне хранит большинство работ художницы.
В 2003 году Д. Аранго была удостоена высшей награды Колумбии — Ордена Бояки.
В 2016 году изображение Д. Аранго помещено на банкноту Колумбии достоинством 2000 песо.